# اندرو اسکین
اندرو اسکین (انگلیسی: Andrew Skeen; ۲۰ ژانویهٔ ۱۸۷۳ – ۱۸ فوریهٔ ۱۹۳۵) فرد نظامی اهل بریتانیا بود. وی همچنین برندهٔ جوایزی همچون نشان حمام شده‌است.